# Nagy Imre (humorista)
Nagy Ignác Imre (született Fischer Ignác; Tasnád, 1882. június 2. – Budapest, 1941. április 25.) magyar hírlapíró, az Az Ojság című vicclap szerkesztője.

## Élete
Fischer Ábrahám és Jeremiás Fanny gyermekeként született izraelita családban. Házastársa Flesch Adolf és Rockenstein Eugénia lánya, Irén volt, akivel 1930. augusztus 17-én kötött házasságot Budapesten.
A század elején került Budapestre, ahol előbb Az Üstökös, majd Az Ojság című élclap szerkesztője volt. Nagy Imre vicclapja, a Horthy-korszakbeli magyar intézményes antiszemitizmus "fénykorában", 1920–1939 között jelent meg kéthetente, 8 oldalon. A Borsszem Jankó mellett a legnépszerűbb politikai vicclap volt. A zsidó viccgyűjteményeiről is nevezetes lap a pesti zsidók szemével nézett a világra.
Zsidóság és gojság öröme Az Ojság.

## Munkái
- Versek. Budapest, 1907
- Meló diák. Versek. Budapest, 1909

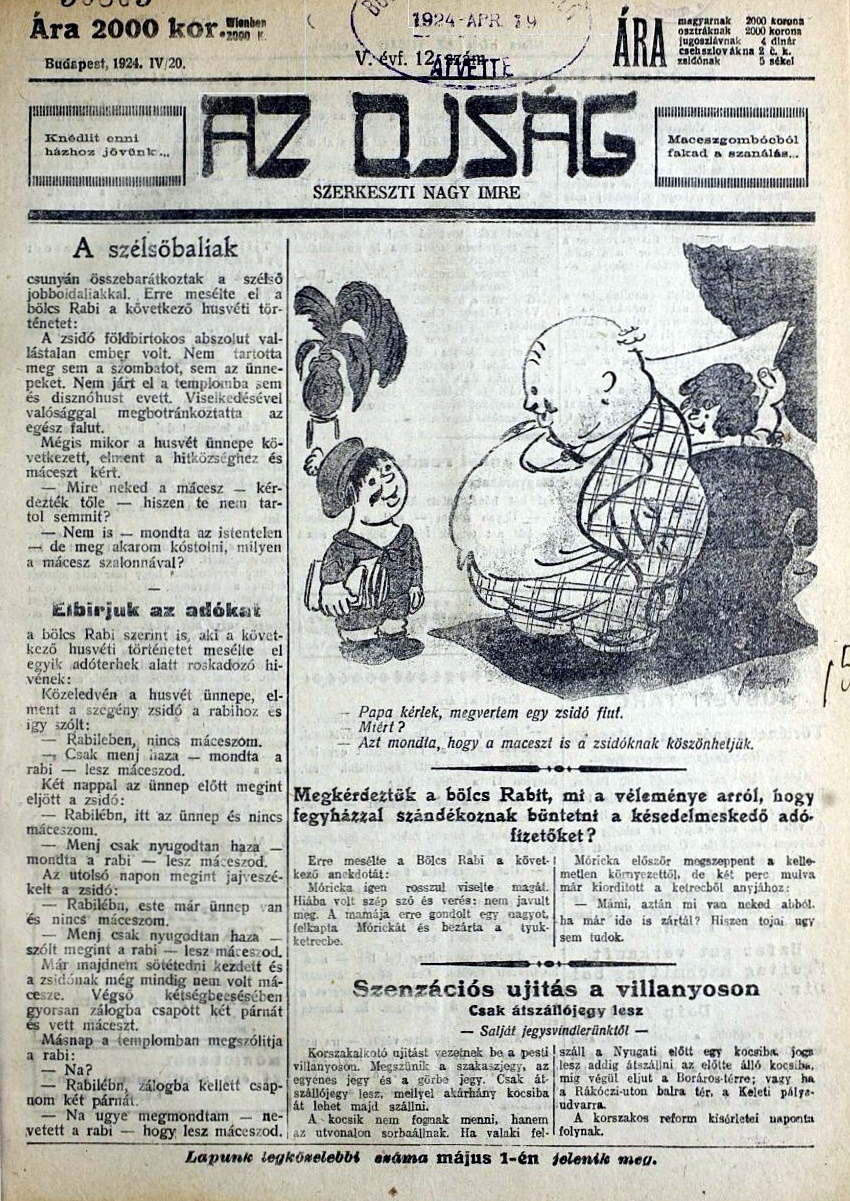
Az Ojság címlapja 1924. április 20-án

- Üstökös-album. Szerk. Budapest, 1909
- Komédiák. Aktuális apróságok. Budapest, 1911
- Nevető kortársak. Aktuális apróságok. Budapest, 1911
- Vilmos császár nevet. A legjobb aktuális viccek. Budapest, 1916
- Béla főherceg. Regény. Budapest, 1917
- Így írom én az Ojságot. Budapest, 1921
- Hagada. Budapest, 1924
- Bölcs rabbi a mellény zsebben. Budapest, 1925 (3. füzet)
- Frank Hagada, avagy egy szédereste a Markóban. Budapest, 1926
- Móricka az ő mulatságos vicceivel. Budapest, [1926]
- Dr. Klein. Vidám regény [Budapest, 1927]
- Kohn és Grün a mellényzsebben [Budapest, 1928]
- Ötezer vicc. Budapest, 1932 (5 kötet)
- Versei. Budapest, (1933). — Viccri. Budapest, 1934 (4 kötet)
- Szegény Antal két szerelme. Regény. Budapest (1934)
- Zsidó közmondások. Budapest, [1935]
- Holtak derese. Versek. Budapest, 1940

Állítólag ő írta Nagy Irma álnéven a következő regényeket is: 
- Bűnös szerelmek. Egy úrileány vallomásai. 1/2. kiad. Budapest, 1908
- Sötét bűnök. Egy úrileány szerelmi vallomásai. Budapest, 1908
- A szerelem színháza Párisban. Nagy Irma utolsó könyve. Budapest, 1908 (3. kiadás. Budapest, 1909)